# Igor Kačić
Igor Kačić (Vukovar, 23. kolovoza 1975. – Ovčara, 20. studenoga 1991.), najmlađa je žrtva pokolja na Ovčari.

## Životopis
Igor Kačić rođen je u Vukovaru 1975. godine. Njegov otac Petar Kačić radio je u Kombinatu Borovo, a majka Irena u poduzeću Drvoprometu. Majka ga spominje kao dječaka koji je "imao zlatne ruke i da je tu vještinu naslijedio od oca. Taj je mladić bio sportaš, volio je svirati, crtati..."
Pohađao je Osnovnu školu Stjepan Supanc (danas Osnovna škola Antuna Bauera) u vukovarskom gradskom naselju Sajmištu. Nakon osnovne škole upisao je srednju elektrotehničku školu i završio prvi razred. U jesen 1991. godine trebao je krenuti u drugi razred srednje elektrotehničke škole, ali je bjesnio rat. Poput svojeg oca Petra Kačića i on je uzeo pušku u ruku i stražario na ulazu u sklonište u kojem su mu bile sestre, mati, znani i neznani ljudi.
Dana 18. studenoga izašli su iz skloništa i podijelili se u dvije kolone. S majkom i sestrama bio je u koloni koja je išla prema bolnici. Iz podruma bolnice morali su svi izaći 20. studenoga 1991. godine.
Od majke Irene odvojio ga je Veselin Šljivančanin ispred vukovarske bolnice odgovorivši na pitanje zašto dijete odvaja od majke s: "to će se sve proveriti". Igor je imao 16 godina.
Igor Kačić je dva puta bio odvojen u grupu zarobljenika koji su trebali biti oslobođeni,no izdvojen je za likvidaciju kao sin "ustaše". Prvi put izdvojio ga je Milorad Pajić, a drugi put iz grupe ga je izdvojio dojučerašnji susjed Petar Pero Akik, te ga poslao u smrt na Ovčari.
Vjerojatni razlog Igorova smaknuća na Ovčari bio je taj što je njegov otac Petar Kačić - Srednji Bojler jedan od najvećih junaka obrane Vukovara od velikosrpske agresije u Domovinskom ratu. Bio je zapovjednik obrane Sajmišta, dijela Vukovara koji je bio najizloženiji učestalim žestokim pješačkim napadima udruženih srbočetničkih paravojnih postrojbi i JNA, obilno potpomognutih neprestanim granatiranjem. Poginuo je u borbama 2. listopada 1991. godine. Do smrti je uništio 22 neprijateljska tenka.
Igor Kačić vodio se kao nestala osoba do 1997. godine kada su počela iskapanja na Ovčari. Među posmrtnim ostatcima Igora Kačića bio je zlatni privjesak, mali dupin koji je izrezbario u skloništu i – autići. Pokopan je 1997. godine u Rijeci, godinu dana nakon toga do njega pokopan je njegov otac, ratni heroj Petar Kačić, čije je tijelo identificirano 1998. godine.

## Spomenik Otac i sin
Na mjestu budućeg Doma ratnika na Bogdanovačkoj cesti u Vukovaru u organizaciji Udruge ratnika hrvatskog obrambenog rata svečano je 18. studenoga 2012. godine otkriven spomenik Otac i sin koji je posvećen žrtvama Domovinskog rata, Igoru i Petru Kačiću kao i svim žrtvama Domovinskog rata. Autor trometarskoga mramornoga spomenika je Mario Matković, kipar iz Bogdanovaca.

## Vanjske poveznice
- Spomenik "Otac i sin" (Foto: Ivica Jurčan)  Arhivirana inačica izvorne stranice od 15. listopada 2013. (Wayback Machine)